# باشگاه فوتبال زنان تاتنهام هاتسپر
باشگاه فوتبال زنان تاتنهام هاتسپر (به انگلیسی: Tottenham Hotspur F.C. Women) یک باشگاه فوتبال زنان انگلیسی وابسته به تاتنهام هاتسپر است که هم‌اکنون در سوپرلیگ زنان اتحادیه فوتبال رقابت می‌کند. این باشگاه در فصل ۲۰–۲۰۱۹ از دسته دوم سوپرلیگ زنان به سطح برتر فوتبال زنان انگلستان راه یافت. اکنون، تاتنهام هاتسپر در ورزشگاه هایو در کانونز پارک بازی می‌کند که بخشی از مکان پیشین زمین‌های بازی پرنس ادوارد در منطقه هورو لندن است و با دو تیم فوتبال دیگر به اشتراک، بهره‌گیری می‌شود.
این باشگاه در سال ۱۹۸۵ با نام بروکسبورن لیدیز بنیان‌گذاری شد و در فصل ۹۲–۱۹۹۱، بانوان تاتنهام هاتسپر نام گرفت. در فصل ۲۰–۲۰۱۹، نام باشگاه به زنان تاتنهام هاتسپر تغییر یافت. تیم اول دوازده جام را به دست آورده که جدیدترین آن‌ها، قهرمانی لیگ برتر زنان اتحادیه فوتبال در فصل ۱۷–۲۰۱۶ است.

## تاریخچه

### سال‌های نخست و دوران آماتور (۲۰۱۷–۱۹۸۵)
در سال ۱۹۸۵، باشگاه به‌عنوان براکسبورن لیدیز توسط سو شارپلز و کی لاولاک، پس از انحلال کالج ایست هرتس، تأسیس شد. در فصل ۹۲–۱۹۹۱، اجازه پیدا کردند تا نام تیم را به تاتنهام هاتسپر تغییر دهند. تیم ذخیره زنان در فصل ۹۳–۱۹۹۲ کار خود را آغاز کرد. در فصل ۹۷–۱۹۹۶، تیم‌های رده‌های مختلف باشگاه شروع به بازی در دسته‌های کشوری کردند. در فصل ۱۶–۲۰۱۵ با کسب جام رایمن زنان و جام لیگ برتر زنان، یک دوگانه تاریخی را به دست آوردند. در همان فصل، آنها در جام پایتخت نایب قهرمان شدند و در نزدیکی دستیابی به یک سه‌گانه بودند. فصل بعد، موفق‌ترین فصل تیم بود و چهارگانه جام؛ از جمله قهرمانی لیگ و صعود به سوپرلیگ زنان ۲ را به دست آوردند.

## بازیکنان

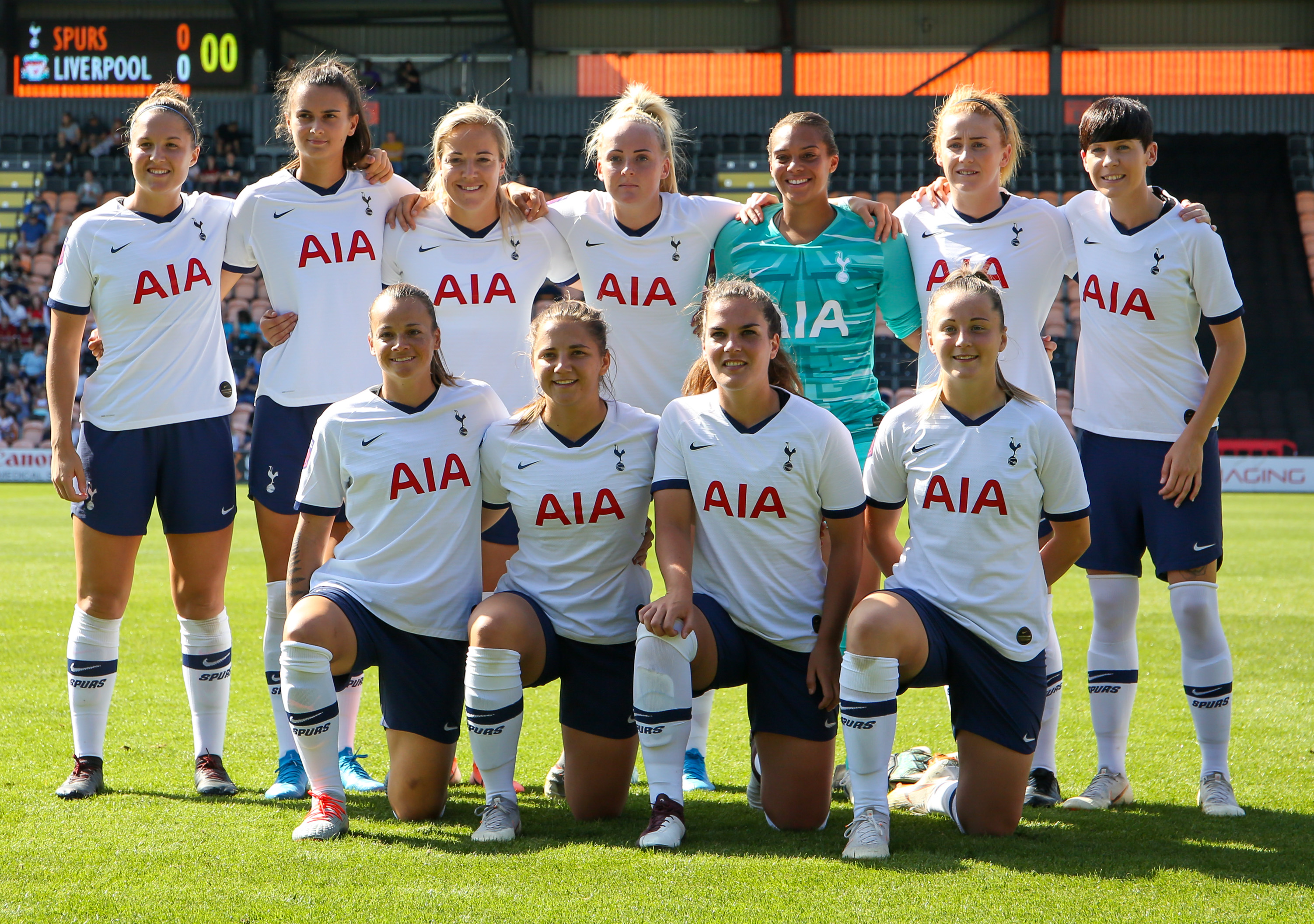
Tottenham Hotspur team in September 2019 prior to a match against باشگاه فوتبال زنان لیورپول

### بازیکنان تیم اول
تا تاریخ ۶ فوریه ۲۰۲۱.
| شماره |           | پست       | بازیکن                             |
| ----- | --------- | --------- | ---------------------------------- |
| 1     | فنلاند    | دروازه‌بان | تینجا-رییکا کورپلا                 |
| 3     | کانادا    | مدافع     | شلینا زادورسکی (کاپیتان)           |
| 4     | ولز       | هافبک     | جوسی گرین                          |
| 5     | انگلستان  | مدافع     | مولی بارتریپ                       |
| 6     | انگلستان  | مدافع     | کریس هاروپ                         |
| 7     | انگلستان  | مهاجم     | جسیکا ناز                          |
| 8     | کره جنوبی | هافبک     | چو سو هیون                         |
| 9     | چین       | هافبک     | تانگ جیالی (قرضی از شانگهای شنگلی) |
| 10    | انگلستان  | مهاجم     | ریچل ویلیامز                       |
| 11    | اتریش     | هافبک     | ویکتوریا شنادربک (قرضی از آرسنال)  |

| شماره |          | پست       | بازیکن                      |
| ----- | -------- | --------- | --------------------------- |
| 12    | نیوزیلند | مدافع     | ریا پرسیوال                 |
| 13    | انگلستان | مدافع     | آسمیتا آله                  |
| 14    | انگلستان | مهاجم     | آنجلا آدیسون                |
| 16    | انگلستان | مهاجم     | کیت گراهام                  |
| 17    | استرالیا | مهاجم     | کیا سیمون                   |
| 18    | انگلستان | مهاجم     | چیوما اوبوگاگو              |
| 21    | فرانسه   | هافبک     | مایوا کلمارون (کاپیتان دوم) |
| 22    | جامائیکا | دروازه‌بان | ربکا اسپنسر                 |
| 23    | مراکش    | مهاجم     | روزلا آیانه                 |
| 24    | فنلاند   | هافبک     | ایولینا سوممنن              |
| 29    | انگلستان | مدافع     | اشلی نویل                   |

### قرض داده شده
| شماره |          | پست       | بازیکن                                                         |
| ----- | -------- | --------- | -------------------------------------------------------------- |
|       | انگلستان | دروازه‌بان | Eleanor Heeps (on loan at Blackburn Rovers Until 30 June 2022) |
|       | انگلستان | مدافع     | Gracie Pearse (on loan at Crystal Palace Until 30 June 2022)   |
| 2     | ولز      | مدافع     | Esther Morgan (on loan at Leicester City Until 30 June 2022)   |

## کادر فنی

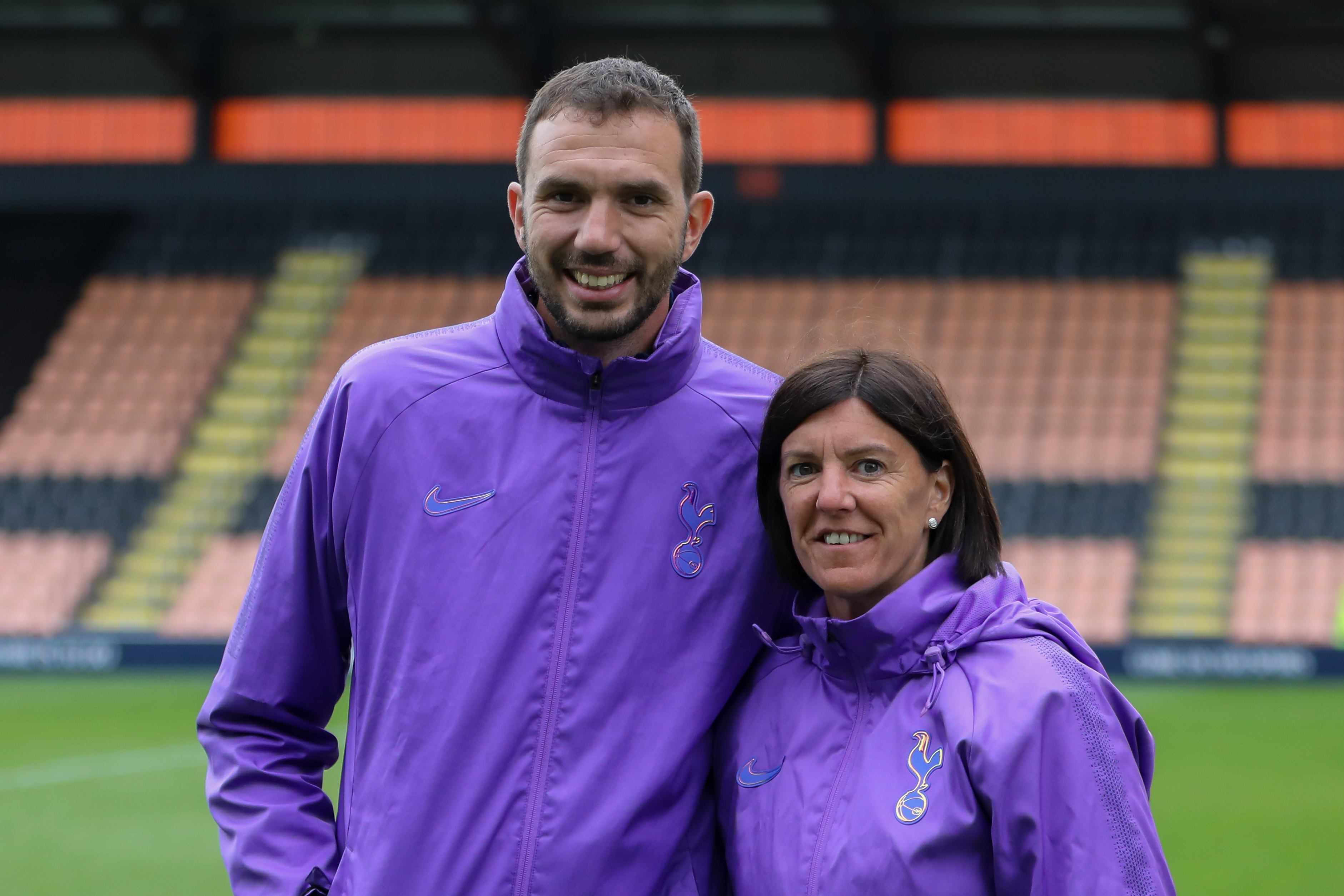
Former co-head coaches Juan Carlos Amoros (L) & Karen Hills (R) in September 2019.

تا تاریخ ۷ ژوئیه ۲۰۲۱

## افتخارات

### تیم اصلی
- لیگ برتر زنان اتحادیه فوتبال

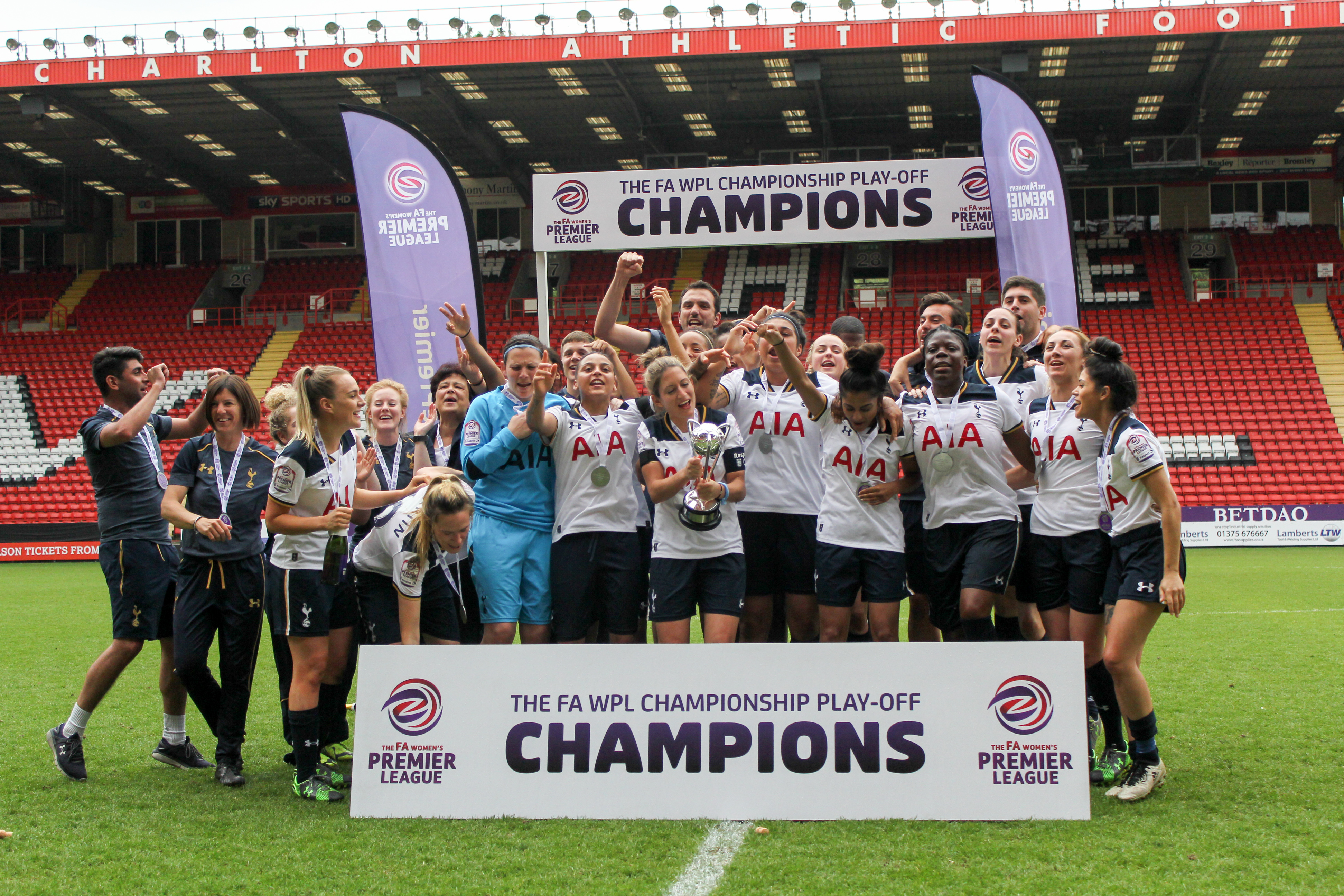
2016–17 First Team with the FA WPL Championship play-off trophy.

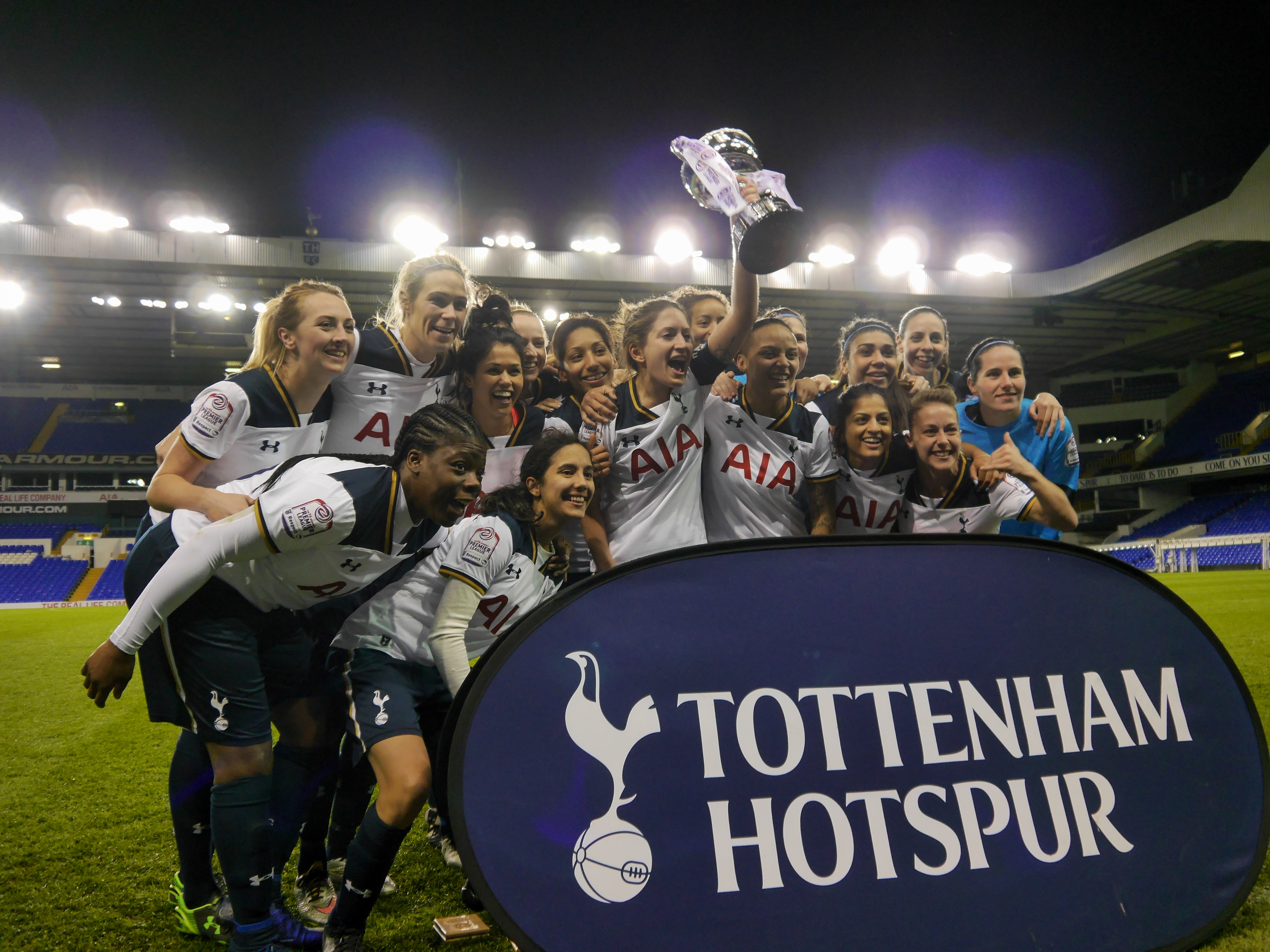
2016–17 First Team with the FA WPL Southern Division league trophy.

  - قهرمانی پلی‌آف چمپیونشیپ (1): ۲۰۱۶–۱۷
- دسته جنوبی لیگ برتر زنان اتحادیه فوتبال
  - قهرمان (۱): ۲۰۱۶–۱۷
- کامبینیشن جنوب شرق
  - قهرمان (۱): ۲۰۱۰–۱۱
- لیگ منطقه‌ای لندن و جنوب شرق فوتبال زنان – دسته برتر
  - قهرمان (۱): ۲۰۰۷–۰۸
- لیگ منطقه‌ای زنان لندن بزرگ – دسته ۱
  - قهرمان (۱): ۱۹۹۷–۹۸
- جام برتر شهرستان لندن[۱۲]
  - قهرمان (۱): ۲۰۱۱–۱۲
- جام لیگ منطقه‌ای لندن بزرگ
  - قهرمان (۱): ۱۹۹۵–۹۶
- راسل کاپ
  - قهرمان (1): 1997–98[۱۳]
- جام زنان رایمن
  - قهرمان (2): 2015–16,[۱۴] 2016–۱۷
- جام لیگ برتر زنان اتحادیه فوتبال
  - قهرمان (1): 2015–16,[۸] ۲۰۱۶–۱۷

### ذخیره‌ها
- Capital Women's Intermediate Cup
  - Winners (1): 2016–17

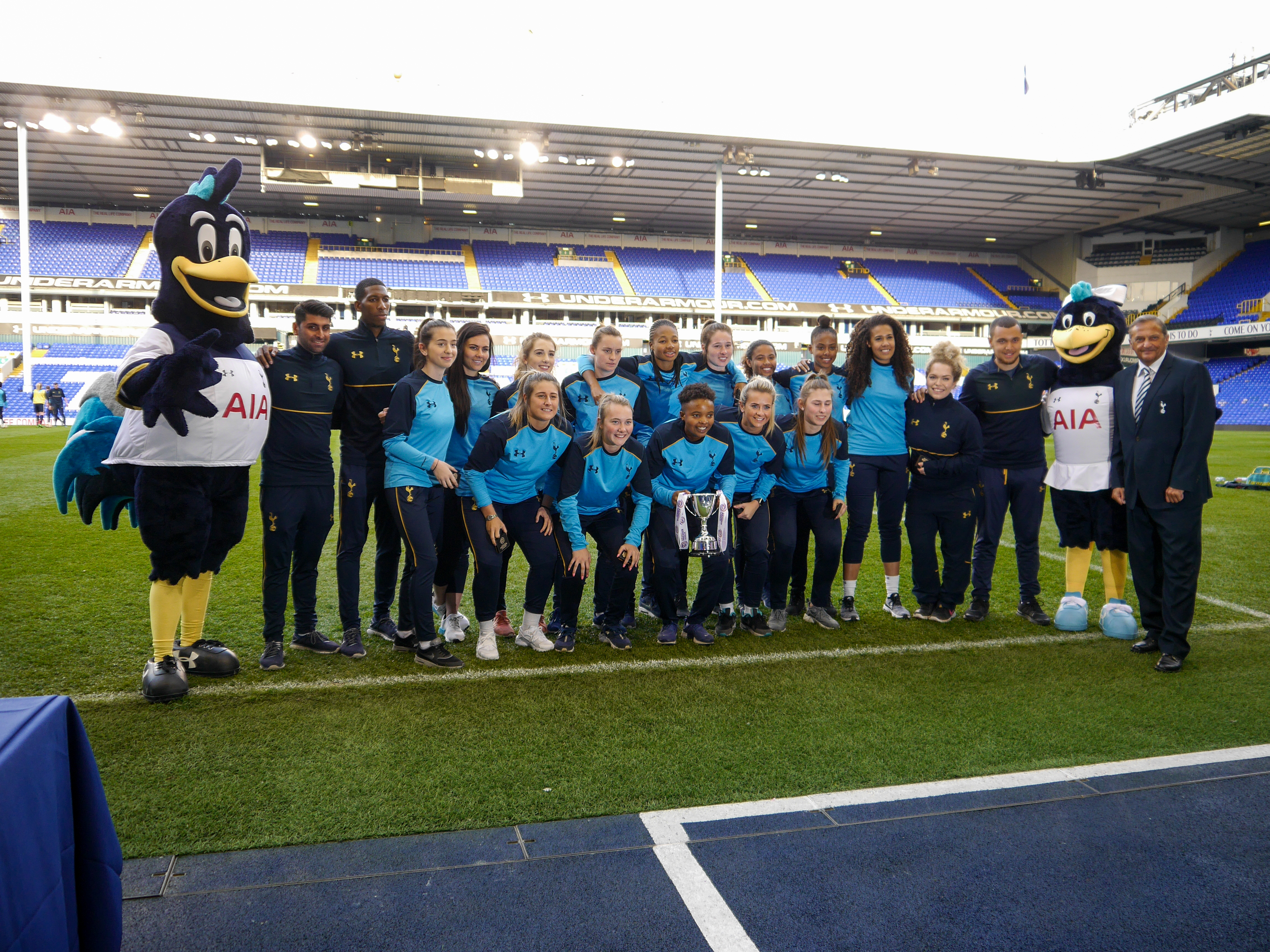
2016–17 Reserve Team with the FA WPL Reserve Southern Division league trophy.

- FA Women's Premier League Reserve Cup
  - Winners (1): 2016–17
- FA Women's Premier League Reserve Southern Division
  - Winners (1): 2016–17
- Greater London Regional Women's League – Reserve Division 1
  - Winners (1): 2006–07
- London County Junior Cup
  - Winners (1): 2012–13
- Sue Sharples Memorial Trophy
  - Winners (2): 1995–95, 2006–07

### تیم جوانان
- لیگ منطقه‌ای زنان لندن بزرگ – دسته ۳ ذخیره‌ها (غرب)
  - قهرمان (۱): ۹۸–۱۹۹۷
- لیگ منطقه‌ای زنان لندن بزرگ – دسته ۲ ذخیره‌ها
  - قهرمان (۱): ۰۴–۲۰۰۳

## تیم‌ها
زنان تاتنهام هاتسپر تیم‌های بسیاری دارد که در زیر فهرست شده‌اند:
- تیم اول
- ذخیره‌ها
- تیم سوم
- آکادمی
- زیر ۱۷ سال
- زیر ۱۵ سال
- آبی‌های زیر ۱۴ سال
- سفیدهای زیر ۱۴ سال
- زیر ۱۳ سال (طرح توسعه فوتبال)
- زیر ۱۳ سال (لیگ فوتبال دختران شهرستان اسکس)
- زیر ۱۱ سال (طرح توسعه فوتبال)
- زیر ۱۱ (لیگ فوتبال دختران شهرستان اسکس)[۱۵]
- زیر ۱۰ سال[۱۶]

## آکادمی
Tottenham Hotspur Women also run a football academy in partnership with Barnet and Southgate College for girls aged 16–19.